# 大陸命
大陸命（たいりくめい）は、日中戦争開戦後における、大日本帝国陸軍に対する、（天皇の）命令である。

## 解説
大元帥である天皇の名で発せられた陸軍への作戦命令であり、大本営で作成され参謀総長から天皇に上奏され、裁可を受けた後各部隊に伝達されたた。
陸海軍は天皇が直率するのが建前で、天皇の統帥大権に基づいて発せられた勅裁の命令を奉勅命令と言い、最高統帥者としての天皇の意志である勅を、参謀総長が準備し天皇の裁可を受け、大命として伝宣した。戦時に発せられた大命を「大陸命第○号」と発令順に番号を付したので、大本営陸軍部の扱う命令を「大陸命」と言うようになった。
日中戦争開戦後の大陸命は、1937年（昭和12年）11月22日の第1号から、第二次世界大戦終戦直後の第1392号に及んでいる。なお海軍に対するそれは「大海令（だいかいれい）」と呼ばれる。